# Лебедь, Николай Георгиевич
Лебедь Николай Георгиевич (род. неизвестно, неизвестно) — советский хозяйственный деятель, управляющий трестом «Руда» («Дзержинскруда») города Кривой Рог Днепропетровской области. Член ЦК КП(б)У в июне 1938 — январе 1949 года.

## Биография
Член ВКП(б) с 1929 года.
Работал на ответственной работе в горной промышленности.
До 1938 года — начальник участка шахты имени Дзержинского города Кривой Рог Днепропетровской области.
В 1938—1941 годах — управляющий трестом «Руда» («Дзержинскруда») города Кривой Рог Днепропетровской области. Делегат с решающим голосом XVIII съезда ВКП(б) (10—21 марта 1939).
В 1942—1945 годах — начальник горного (горно-рудного) управления Кузнецкого металлургического комбината имени Сталина Народного комиссариата чёрной металлургии Кемеровской области.

## Награды
- Орден Отечественной войны 2-й степени (13.09.1945);
- Дважды Орден Красной Звезды (10.04.1943, 31.03.1945);
- Орден Трудового Красного Знамени (26.03.1939);
- медали.